# Chioniti

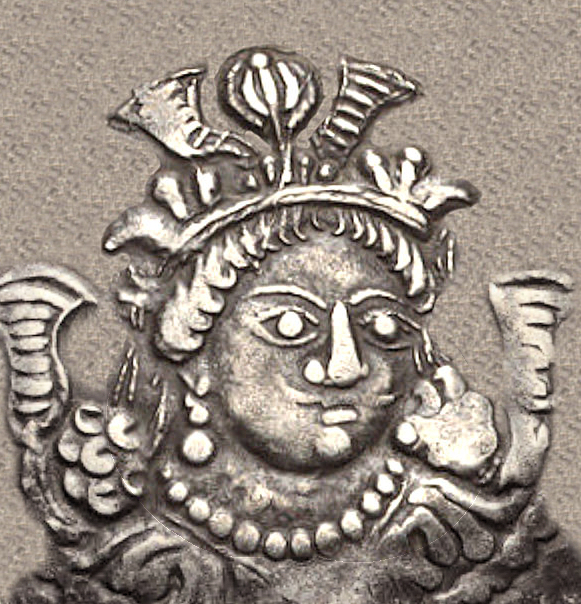
Ritratto del sovrano Chionita, Kidara

I Chioniti erano un gruppo nomade dell'Asia centrale nella tarda antichità. Il loro nome potrebbe derivare dal termine medio persiano X(i)yon. I Chioniti sembrano essere sinonimi dei popoli Huna dell'India classica/medievale, e forse anche degli Unni della tarda antichità europea, a loro volta collegati onomasticamente agli Xiongnu nella storia della Cina.

## Origine

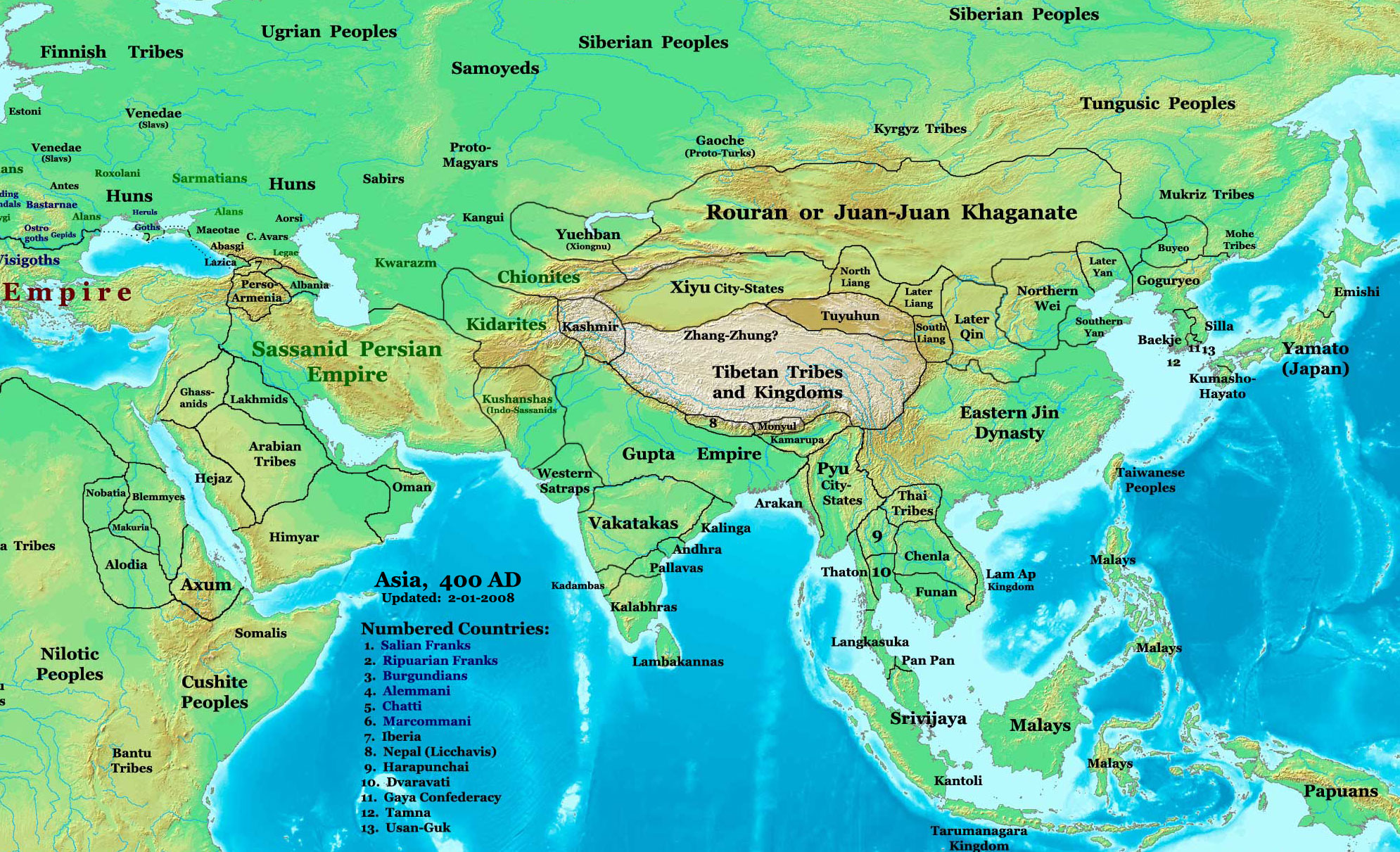
La situazione politica dell'Asia centrale nel 400 d.C.

La comparsa di questo primo gruppo di unni iraniani può essere datata a circa una generazione prima della comparsa degli unni europei, che attraversarono il Volga nel 375. I Chioniti, tuttavia, non erano probabilmente imparentati con loro; tuttavia, la composizione etnica dei gruppi "unni" che apparvero uno dopo l'altro sul confine nord-orientale dell'Impero sassanide tra il IV e il VI secolo (come gli Eftaliti) non è del tutto chiara. Il concetto di Unni iraniani risale alle ricerche di Robert Göbl. Göbl non ha incluso i Chioniti (sebbene siano menzionati nelle fonti scritte) nelle sue considerazioni basate su valutazioni numismatiche, poiché non è sopravvissuta alcuna moneta da parte loro e ha proceduto principalmente da questo criterio. Il termine "Unni" non deve essere inteso come termine etnico, ma piuttosto come termine collettivo per gruppi dell'Asia centrale che non erano necessariamente imparentati tra loro nel vero senso della parola.
Nelle ricerche più recenti, di solito si ipotizza che la dinastia dei Kidariti sia emersa dai Chioniti. È stato suggerito che i Chioniti e i Kidariti non fossero due gruppi separati, ma piuttosto che i Kidariti fossero un clan dei Chioniti o discendessero da essi. Wolfgang Felix, nell'Encyclopaedia Iranica, li definisce di "probabile origine iranica", ma è difficile fare affermazioni precise. Alcuni ricercatori, come James Howard-Johnston, ipotizzano che gli X(i)yon o i Chioniti siano parte degli Xiongnu che si spostarono a ovest dall'Asia orientale, ma questa ipotesi è molto controversa. Alcuni ricercatori (come Richard Nelson Frye e Peter Benjamin Golden) hanno suggerito che i Chioniti fossero in gran parte un popolo turco, ma che in seguito abbiano assorbito e integrato parti di tribù di altre lingue sconfitte. Tuttavia, nessuna di queste teorie è attualmente accettata dalla maggioranza.

## Storia
Storicamente l'unica cosa certa è che i Chioniti furono menzionati all'epoca del re persiano sassanide Sapore II (309-379) dallo storico romano Ammiano Marcellino, la fonte più importante per questo periodo, come Chionitae nella regione in cui i Persiani esercitavano allora la sovranità sulle ex province Kushana. Nel 350, questi nomadi, in particolare i Chioniti, attaccarono Sapore II. In diverse campagne, il re persiano riuscì ad assicurarsi il confine nord-orientale del suo impero, anche se Sapore (come dimostra un'iscrizione ritrovata) agì contro gli invasori dalla regione dell'attuale Kabul nel 356. Dopo la guerra, tuttavia, i Chioniti furono quasi certamente i nuovi padroni della Battria con Balch, poiché la monetazione dei sovrani Kushana sembra essere cessata lì. Il loro re di allora si chiamava Grumbates, che si subordinò a Sapore II e fu presente all'assedio della fortezza romana di Amida nel 359, come risulta dall'opera storica di Ammiano. Secondo Ammiano Marcellino, i Chioniti bruciarono i loro morti durante l'assedio di Amida nel 359, con grande stupore dei Persiani, cosa inconcepibile per i persiani zoroastriani a causa delle loro credenze religiose; tuttavia, la loro identità etnica (il rogo in realtà sostiene l'impossibilità di appartenere a un popolo iranico) non viene chiarita.
La storia successiva dei Chioniti non è chiara. Pare che alla fine del IV secolo siano stati sostituiti dagli Unni Alcioni, seguiti a loro volta dagli Eftaliti, ma i dettagli restano oscuri. È possibile che gli ignoti invasori contro cui Bahram V combatté con successo intorno al 427 fossero ancora Chioniti.
Nella tradizione persiana (come nell'Avesta), i Chioniti sono menzionati più volte come Xyon e indicati come nemici dell'Iran, anche se non è chiaro se le menzioni si riferiscano sempre ai Chioniti storici. 

## Chioniti e Kidariti
I Kidariti, o Unni Kidara, furono una dinastia che governò la Battria e le parti adiacenti dell'Asia centrale e dell'Asia meridionale nel IV e V secolo. I Kidariti appartenevano a un complesso di popoli noti collettivamente in India come Huna e in Europa come Chioniti (dai nomi iraniani Xwn/Xyon), e possono anche essere considerati identici ai Chioniti. Lo storico bizantino del V secolo Prisco li chiamava Unni Kidariti, o Unni che sono Kidariti. Le tribù Huna/Chionite sono spesso collegate, anche se in modo controverso, agli Unni che invasero l'Europa orientale in un periodo simile. Sono completamente diversi dagli Eftaliti, che li sostituirono circa un secolo dopo.
I Kidariti prendono il nome da Kidara (cinese: 寄多羅 Jiduolo, pronuncia antica: Kjie-ta-la) uno dei loro principali sovrani. I Kidariti sembrano aver fatto parte di un'orda Huna nota nelle fonti latine come Kermichiones (dall'iraniano Karmir Xyon) o "Huna rossi". I Kidariti fondarono il primo dei quattro principali Stati Chioniti/Huna in Asia centrale, seguiti dagli Unni Alchon, dagli Eftaliti e dai Unni Nezak.
Nel 360-370 d.C., nelle regioni dell'Asia centrale precedentemente governate dall'Impero sasanide si stabilì un regno kidarita, che sostituì i Kushano-Sasanidi in Battria. In seguito, l'Impero sasanide si fermò all'incirca a Merv.Successivamente, verso il 390-410 d.C., i Kidariti invasero l'India nord-occidentale, dove sostituirono i resti dell'Impero Kushana nella zona del Punjab.

## Sovrani chioniti
- Grumbates, presente nell'assedio di Amida, nel 359
- Kidara, 360-380 circa
- Salanavira, intorno alla metà del V secolo
- Vinayaditya, nel tardo V secolo